# Borzęcino, Gmina Barwice
Borzęcino [bɔʐɛnˈt͡ɕinɔ] (tiếng Đức: Borntin) là một ngôi làng thuộc khu hành chính của Gmina Barwice, thuộc hạt Szczecinek, West Pomeranian Voivodeship, ở phía tây bắc Ba Lan.

## Cư dân đáng chú ý
- Karl Decker (1897-1945)